# Jan Storm van 's Gravesande
Jhr. Jan Jacob Storm van 's Gravesande (Arnhem, 16 mei 1919 - 27 februari 1942) was Engelandvaarder. Hij ging ten onder aan boord van de Hr. Ms. De Ruyter tijdens de Slag in de Javazee.

## Biografie

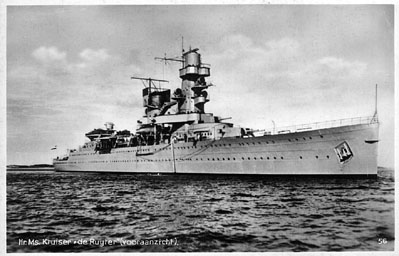
De Ruyter

Storm was lid van de familie Storm van 's Gravesande en een zoon van jhr. ir. W.J. Storm van 's Gravesande (1887-1981), onder andere ingenieur te Semarang, en A.J. Hartman (1890-1971). Hij was sinds 1940 luitenant-ter-zee 3e klasse toen Nederland werd binnengevallen. Na de capitulatie wilde hij zo snel mogelijk naar Engeland. Hij maakte plannen met Abraham de Jong, die ook bij de marine zat. Ze behoorden tot de eersten die vanaf de Hondsbossche Zeewering vertrokken. Enkele dagen later kwamen twee marinemannen langs, gestuurd door de Ordedienst; ze hadden een 12-voets jol met buitenboordmotor bij zich. Deze werd in het Hargergat achtergelaten. Daarna werd het schema van de Duitse patrouille bestudeerd en allerlei andere voorbereidingen getroffen. Op maandagavond 28 april 1941 brachten ze de jol naar het strand. Er was wat mist en de zee was kalm. Ze roeiden zo ver mogelijk van de kust weg voordat ze probeerden de motor aan te zetten. Toen die het niet deed, gooiden ze hem over boord.  De boot sloeg om, al hun spullen waren kwijt behalve de zwemvesten en de boot bleef drijven. Net toen ze de hoop begonnen op te geven werden ze opgemerkt door een Britse torpedojager. Na verhoren en een kort verblijf in Engeland vertrok Storm naar Nederlands-Indië aan boord van de SS Ulysses. Hij kwam er op 25 augustus aan. Vanaf 28 oktober 1941 diende hij op de Hr. Ms. De Ruyter. Hij stond op de toren toen De Ruyter op de Javazee ten onder ging.
Lodewijk Storm van's Gravesande was de broer van Jan. Hij werd opgepakt door de Gestapo en naar Duitsland gedeporteerd.
Lodewijk was verloofd met Tineke Kroner die actief was in het verzet. Zij heeft onder andere de Schotse kolonel Graeme Warrack, divisiearts bij de 1e Luchtlandingsdivisie, opgevangen na zijn ontsnapping uit het Koning Willem III-kazerne in Apeldoorn. In Warracks boek Ontsnapt door het duister wordt zij uitgebreid beschreven.
Na de oorlog is zij onderscheiden met het verzetsherdenkingskruis en de King's Medal for Courage in the Cause of Freedom